# Iglesia de San Andrés de Llanars
La antigua iglesia parroquial rural de San Andrés de Llanars se encuentra en la parte de poniente del término municipal de Prats de Llusanés (Osona) en la provincia de Barcelona. Es una obra inventariada.

## Historia
Se encontraba dentro del antiguo término del castillo de Oristá, en el lugar de Llanars. Muy pronto debió tener categoría parroquial, que más tarde perdió. El castillo de Oristá está documentado a partir del año 908. Las primeras referencias que se tienen del lugar de Llanars datan del año 997 cuando el abad Sunifred donó al monasterio de San Benito de Bages varios alodios, uno de los cuales situado en Llanars. La iglesia aparece en la documentación del año 1034 cuando Doda, mujer de Guisad I de Lluçà, hizo testamento dejando un viñedo para la luz de la iglesia de San Andrés. Aparece en una lista de parroquias entre los años 1025 y 1050 pero ya no se encuentra en las parroquias visitadas por el obispo Galceran Sacosta entre los años 1330-1333. Antes o después de la despoblación causada por la peste negra debió perder las funciones parroquiales y pasó a depender de Santa Eulalia de Pardines como sufragánea, situación que se documenta a partir del 1435 y que se mantuvo hasta 1787, cuando fue incorporada a San Vicente de Prats de Llusanés hasta 1936.

## Arquitectura
Es un pequeño edificio de una sola nave rematada a levante por un ábside semicircular que se abre a la nave mediante un simple pliego. Está cubierta con una bóveda de cañón de perfil apuntado y el ábside con bóveda de cuarto de esfera. Al restaurarla se encontraron restos de las losas de la cubierta original, ahora hecha de teja árabe. El muro de tramontana presenta dos arcos formeros que forman una especie de arcosolios. El paramento original eestaba  hecho con sillares rejuntados con mortero de cal muy fino con pintadas que imitan un sillería ficticia. La puerta está situada a mediodía y se abre con un arco de medio punto. En este mismo muro se abre una ventana abocinada, igual a la que hay en el fondo del ábside donde también hay una pequeña aspillera. Una pequeña ventana en forma de cruz abierta en la fachada de poniente completa la iluminación. El campanario es de torre, de planta cuadrada con cubierta de teja. El nivel inferior tiene cuatro grandes aberturas, una en cada fachada, en arco de medio punto, y el nivel superior cuatro ventanas geminadas.
El aparato exterior es de pequeños sillares desbastados, empapados en mortero de cal, dispuestos en hiladas uniformes y regulares. En el ábside y el campanario están más bien cortados y pulidos y son de  proporciones más cuadradas. En el lado de tramontana del ábside hay una banqueta, similar a un zócalo. El edificio presenta dos etapas constructivas diferenciadas. En la primera, datable en el siglo XI, pueden corresponder el muros de la nave y el banquillo del ábside, probablemente el basamento de un ábside anterior. En una segunda fase, en el siglo XII, se abulta interiormente los muros de tramontana y mediodía. Posteriormente, se sustituyeron las cubiertas y los rebozados, y se construyó un coro que sería quemado durante la guerra civil española de 1936-19339, junto con retablos y mobiliario.
Josep Puig i Cadafalch incluye esta iglesia dentro del grupo de edificios con una nave y campanario. Este se podría comparar con el de la iglesia de San Julián de Coaner.